# Imposto de importação
O Imposto de Importação (II) é um tributo alfandegário brasileiro, sob competência da União (Art.153, I, da Constituição Federal).
O fato gerador do Imposto de Importação ocorre quando da entrada de produtos estrangeiros no território nacional. No entanto, se um produto estrangeiro ingressa no país com a finalidade de retornar para o exterior dentro de um prazo certo, o lançamento do tributo fica suspenso até ser dispensado no caso de serem cumpridas as condições estipuladas para o retorno do produto ao exterior dentro do prazo, ou até que sejam descumpridas as condições, ocasião em que o imposto deve ser lançado com a alíquota que estava em vigor na data do registro da Declaração de Importação no Siscomex.
O contribuinte do imposto é o importador, ou quem a ele a lei equiparar. Em alguns casos, o contribuinte é o arrematador.
A alíquota utilizada depende de ato infralegal, ou seja, decreto presidencial, pois sendo extrafiscal não está totalmente sujeito ao principio da legalidade(art. 150, I da CF/88), de maneira que o imposto deve ser obrigatoriamente instituído por Lei ordinária federal, mas a fixação de alíquotas pode ser realizada por ato normativo do poder executivo (legalidade mitigada). A base de cálculo, quando a alíquota for "ad valorem" é o valor aduaneiro apurado segundo as normas do Acordo Geral sobre Tarifas e Comércio (GATT).
A função do Imposto de Importação é puramente econômica, ou regulatória, por essa razão, a Constituição previu que este imposto não precisa obedecer o princípio da anterioridade: ou seja, alterações nas alíquotas podem valer para o mesmo exercício financeiro (ano) em que tenha sido publicada a lei que o aumentou. Seguem a mesma linha o Imposto de Exportação (IE), o Imposto sobre operações financeiras (IOF), o Imposto Extraordinário de Guerra, o Imposto sobre Produtos Industrializados (IPI), sendo que esse último ainda deve obedecer a Anterioridade Nonagesimal ("noventena", ou ainda, "Carência Tributária"), à semelhança das contribuições sociais ordinárias, nominadas na Constituição Federal, em seu art. 195, incisos de I a IV. Em comum, há o fato de que todos esses tributos são federais.

## Regime de Tributação Simplificada
É isento do imposto de importação, na força da Lei (dura lex, sed lex), todos os bens contidos em remessas de valor até US$ 100,00 (cem dólares) norte-americanos, ou o equivalente em outras moedas, quando destinados a pessoas físicas, independente do remetente. A tributação das remessas postais e encomendas aéreas internacionais obedece ao Regime de Tributação Simplificada.
O regime de tributação simplificada - RTS, instituído pelo Decreto-Lei nº 1.804, de 3 de setembro de 1980, poderá ser utilizado no despacho aduaneiro de importação de bens integrantes de remessa postal ou encomenda aérea internacional no valor de até US$ 3.000,00 (três mil dólares dos Estados Unidos da América) ou o equivalente em outra moeda, destinada a pessoa física ou jurídica, mediante o pagamento do Imposto de Importação calculado com a aplicação da alíquota de 60%  independentemente da classificação tarifária dos bens que compõem a remessa ou encomenda.
O Regime de Tributação Simplificada consiste no pagamento do Imposto de Importação calculado à alíquota de 60%.
Verifica-se que o Decreto-Lei nº 1.804/80, no art. 2º, II, estabelece que as remessas de até cem dólares são isentas do imposto de importação quando destinados a pessoas físicas, nada mencionando sobre o remetente.
Após, a Portaria MF nº 156/99 e a IN SRF 096/99 passou a exigir que tanto o destinatário quanto o remetente fossem pessoas físicas e diminuiu o valor da isenção para o limite de US$ 50,00 (cinquenta dólares), sendo essa inválida, pois a Lei nº 8.383, de 30 de dezembro de 1991, art. 93, é superior à essa mesma Portaria.

## Regime de Tributação Especial
O regime de tributação especial é o que permite o despacho de bens incluídos no conceito de bagagem, mediante, exclusivamente, o pagamento do imposto de importação de 50% sobre o valor do bem. Entende-se como bagagem os bens novos ou usados que um viajante, em compatibilidade com as circunstâncias de sua viagem, puder destinar para seu uso ou consumo pessoal, bem como para presentear, sempre que, pela sua quantidade, natureza ou variedade, não permitirem presumir importação ou exportação com fins comerciais ou industriais.
Aplica-se esse regime aos bens que, embora incluídos no conceito de bagagem, não possam se beneficiar da Isenção de Tributos sobre a Bagagem.
Dessa forma, o imposto é cobrado sobre o valor:
- Dos bens integrantes de bagagem acompanhada que excederem a cota de isenção, cujo valor varia conforme o meio de transporte do viajante (US$ 500.00 quando o viajante ingressar no País por via aérea ou marítima e US$ 150,00 quando ingressar por via terrestre, fluvial ou lacustre[2]);
- Dos bens que excederem o limite de isenção estabelecido para aquisição em lojas francas de chegada no Brasil (US$ 500.00); e

Das roupas e objetos de uso pessoal novos (os usados são isentos), integrantes de bagagem desacompanhada, que chegarem ao País dentro do prazo de três meses anteriores ou até seis meses posteriores à chegada do viajante e que forem provenientes dos países de sua estada ou procedência.